# Глаз человека

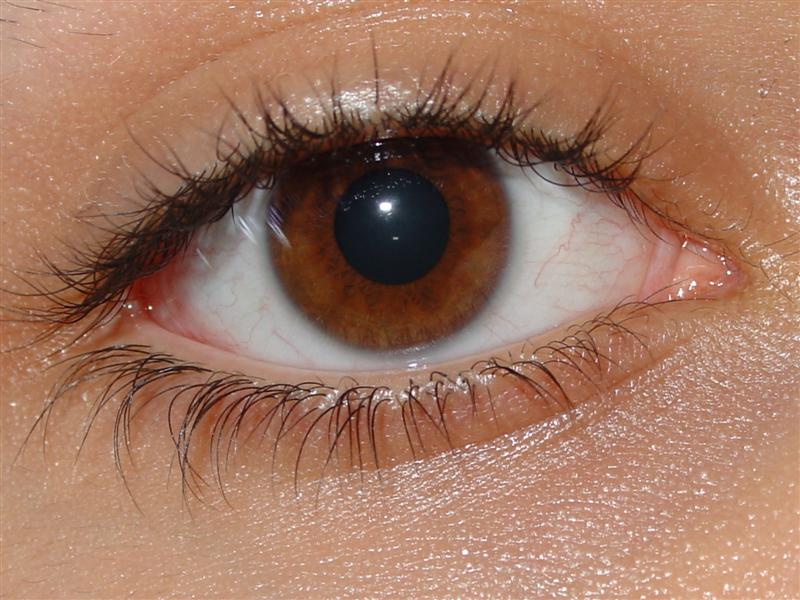
Правый глаз человека

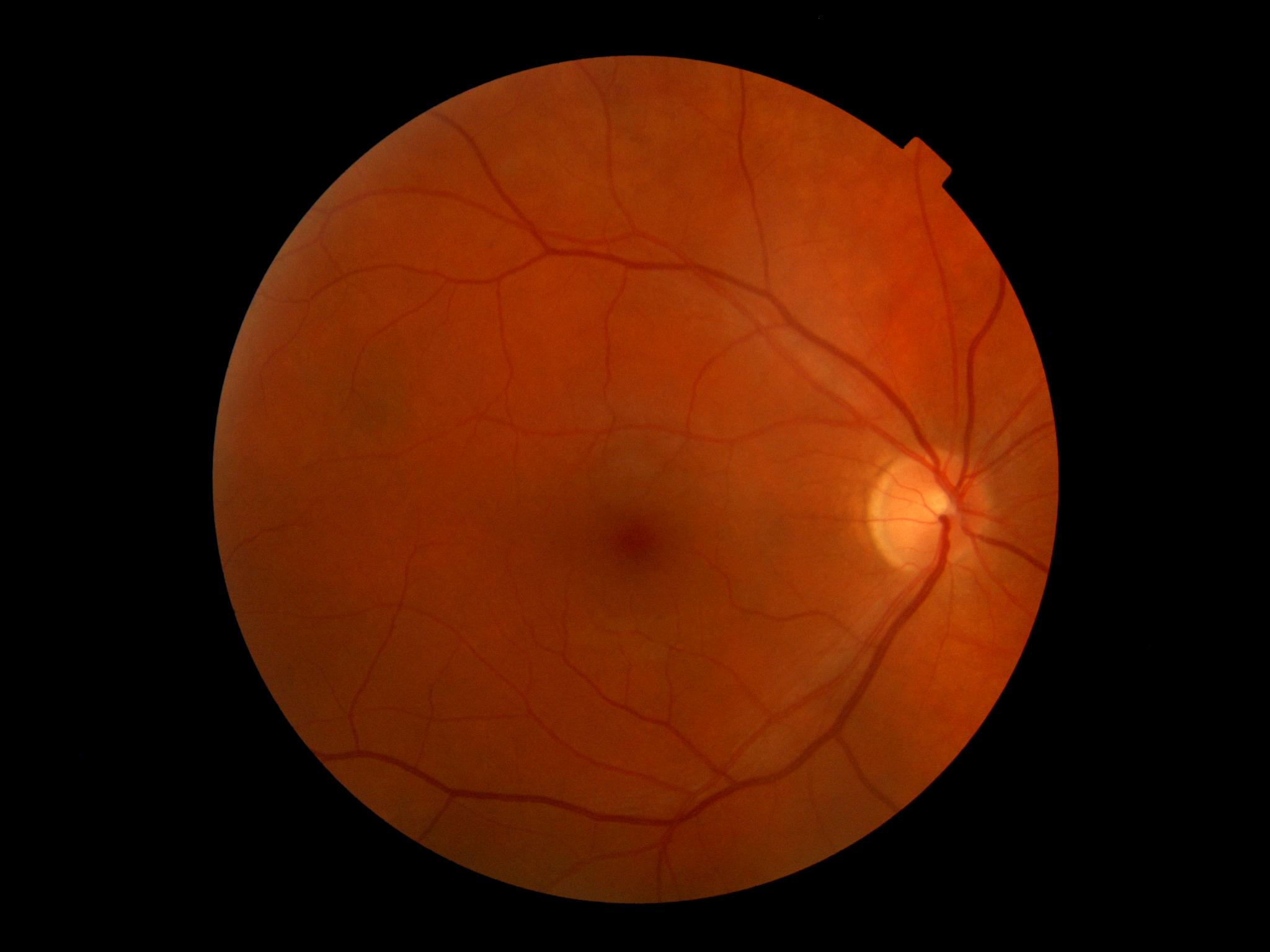
Фотография глазного дна

Глаз человека — парный сенсорный орган зрительной системы, обладающий способностью воспринимать электромагнитное излучение в световом диапазоне длин волн и обеспечивающий функцию зрения. Глаза расположены в передней части головы и вместе с веками, ресницами и бровями являются важной частью лица. Область лица вокруг глаз активно участвует в мимике.
Максимум дневной чувствительности человеческого глаза оптимально приходится на максимум непрерывного спектра солнечного излучения, расположенный в «зелёной» области 550 (556) нм. При переходе от дневного освещения к сумеречному происходит перемещение максимума световой чувствительности по направлению к коротковолновой части спектра, и предметы красного цвета (например, мак) кажутся чёрными, синего (василёк) — очень светлыми (феномен Пуркинье).

## Строение глаза человека

Схема человеческого глаза

Глаз как орган зрения состоит из глазного яблока и зрительного нерва. Отдельно существуют вспомогательные органы (веки, слёзный аппарат, мышцы глазного яблока).
Глаз легко вращается вокруг разных осей: вертикальной (вверх-вниз), горизонтальной (влево-вправо) и так называемой оптической оси. Вокруг глаза расположены три пары мышц, ответственных за перемещение глазного яблока (и обладающих активной подвижностью): 4 прямые мышцы (верхняя, нижняя, внутренняя и наружная) и 2 косые (верхняя и нижняя). Этими мышцами управляют сигналы, которые нервы глаза получают из мозга. Есть мнения, что в глазу находятся самые быстродействующие двигательные мышцы в организме человека. Так, при рассматривании (сосредоточенной фокусировке) иллюстрации глаз совершает за сотую долю секунды огромное количество микродвижений. Если взгляд задержан (сфокусирован) на одной точке, глаз при этом непрерывно совершает небольшие, но очень быстрые движения-колебания. Их количество доходит до 123 в секунду.
Глазное яблоко отделено от остальной части глазницы плотным фиброзным слоем — теноновой капсулой (фасцией), позади которой находится жировая клетчатка. Под жировой клетчаткой скрыт капиллярный слой.
Конъюнктива — соединительная (слизистая) оболочка глаза в виде тонкой прозрачной плёнки; покрывает заднюю поверхность век и переднюю часть глазного яблока поверх склеры до роговицы (образует при открытых веках глазную щель). Обладая богатым сосудисто-нервным аппаратом, конъюнктива реагирует на любые раздражения (конъюнктивальный рефлекс).
Собственно глаз, или глазное яблоко (лат. bulbus oculi), — парное образование неправильной шарообразной формы, расположенное в каждой из глазных впадин (орбит) черепа человека и других животных.

### Внешнее строение человеческого глаза
Для осмотра доступен только передний, меньший, наиболее выпуклый отдел глазного яблока — роговица, и окружающая его часть (склера); остальная, бо́льшая, часть залегает в глубине глазницы.
Глаз имеет не совсем правильную шарообразную (почти сферическую) форму диаметром примерно 24 мм. Длина его сагиттальной оси в среднем равна 24 мм, горизонтальной — 23,6 мм, вертикальной — 23,3 мм. Объём глаза у взрослого человека в среднем равен 7,448 см³. Масса глазного яблока — 7—8 г.
Размер глазного яблока в среднем одинаков у всех людей, отличается лишь в долях миллиметров.
В глазном яблоке различают два полюса: передний и задний. Передний полюс соответствует наиболее выпуклой центральной части передней поверхности роговицы, а задний полюс располагается в центре заднего сегмента глазного яблока, несколько снаружи от места выхода зрительного нерва.
Линия, соединяющая оба полюса глазного яблока, называется наружной осью глазного яблока. Расстояние между передним и задним полюсами глазного яблока является его наибольшим размером и равно примерно 24 мм.
Другой осью в глазном яблоке является внутренняя ось — она соединяет точку внутренней поверхности роговицы, соответствующую её переднему полюсу, с точкой на сетчатке, соответствующей заднему полюсу глазного яблока; её размер в среднем составляет 21,5 мм.
При наличии более длинной внутренней оси лучи света после преломления в глазном яблоке собираются в фокусе впереди сетчатки. При этом хорошо видеть предметы возможно только на близком расстоянии — близорукость, миопия.
Если внутренняя ось глазного яблока относительно короткая, то лучи света после преломления собираются в фокусе позади сетчатки. В этом случае видение вдаль лучше, чем вблизи, — дальнозоркость, гиперметропия.
Наибольший поперечный размер глазного яблока у человека в среднем равен 23,6 мм, а вертикальный — 23,3 мм. Преломляющая сила оптической системы глаза при покое аккомодации (зависит от радиуса кривизны преломляющих поверхностей (роговица, хрусталик — передняя и задняя поверхности обоих, — всего 4) и от отстояния их друг от друга) составляет в среднем 59,92 D. Для рефракции глаза имеет значение длина оси глаза, то есть расстояние от роговицы до жёлтого пятна; оно составляет в среднем 25,3 мм (Б. В. Петровский). Поэтому Рефракция глаза зависит от соотношения между преломляющей силой и длиной оси, что определяет положение главного фокуса по отношению к сетчатке и характеризует оптическую установку глаза. Различают три основные рефракции глаза: «нормальную» рефракцию (фокус на сетчатке), дальнозоркость (за сетчаткой) и близорукость (фокус спереди сетчатки).
Выделяют также зрительную ось глазного яблока, которая простирается от его переднего полюса до центральной ямки сетчатки.
Линия, соединяющая точки наибольшей окружности глазного яблока во фронтальной плоскости, называется экватором. Он находится на 10—12 мм позади края роговицы. Линии, проведённые перпендикулярно экватору и соединяющие на поверхности яблока оба его полюса, носят название меридианов. Вертикальный и горизонтальный меридианы делят глазное яблоко на отдельные квадранты.

### Внутреннее строение глазного яблока

1. Стекловидное тело
2. Зубчатый край
3. Ресничная (аккомодационная) мышца
4. Ресничный (цилиарный) поясок
5. Шлеммов канал
6. Зрачок
7. Передняя камера
8. Роговица
9. Радужная оболочка
10. Кора хрусталика
11. Ядро хрусталика
12. Цилиарный отросток
13. Конъюнктива
14. Нижняя косая мышца
15. Нижняя прямая мышца
16. Медиальная прямая мышца
17. Артерии и вены сетчатки
18. Слепое пятно
19. Твёрдая мозговая оболочка
20. Центральная артерия сетчатки
21. Центральная вена сетчатки
22. Зрительный нерв
23. Вортикозная вена
24. Влагалище глазного яблока
25. Жёлтое пятно
26. Центральная ямка
27. Склера
28. Сосудистая оболочка глаза
29. Верхняя прямая мышца
30. Сетчатка

Глазное яблоко состоит из оболочек, которые окружают внутреннее ядро глаза, представляющее его прозрачное содержимое — стекловидное тело, хрусталик, водянистая влага в передней и задней камерах.
Ядро глазного яблока окружают три оболочки: наружная, средняя и внутренняя.
1. Наружная — очень плотная фиброзная оболочка глазного яблока (tunica fibrosa bulbi), к которой прикрепляются наружные мышцы глазного яблока, выполняет защитную функцию и благодаря тургору определяет форму глаза. Она состоит из передней прозрачной части — роговицы и задней непрозрачной части белесоватого цвета — склеры.
2. Средняя, или сосудистая, оболочка глазного яблока (tunica vasculosa bulbi) играет важную роль в обменных процессах, обеспечивая питание глаза и выведение продуктов обмена. Она богата кровеносными сосудами и пигментом (богатые пигментом клетки хориоидеи препятствуют проникновению света через склеру, устраняя светорассеяние). Она образована радужкой, ресничным телом и собственно сосудистой оболочкой. В центре радужки имеется круглое отверстие — зрачок, через него лучи света проникают внутрь глазного яблока и достигают сетчатки в результате взаимодействия гладких мышечных волокон — сфинктера и дилататора, заключённых в радужке и иннервируемых парасимпатическим и симпатическим нервами. Величина зрачка изменяется в зависимости от интенсивности светового потока: при ярком свете он у́же, при слабом и в темноте — шире. При ряде заболеваний возникает расширение зрачка — мидриаз или сужение — миоз. Радужка содержит различное количество пигмента, от которого зависит её окраска — «цвет глаз».
3. Внутренняя, или сетчатая, оболочка глазного яблока (лат. retina) — сетчатка — это рецепторная часть зрительного анализатора, здесь происходит непосредственное восприятие света, биохимические превращения зрительных пигментов, изменение электрических свойств нейронов и передача информации в центральную нервную систему. Она состоит из двух частей: внутренней светочувствительной нервной части сетчатки (лат. pars nervosa) и наружной пигментной (лат. pars pigmentosa).

С функциональной точки зрения оболочку глаза и её производные подразделяют на три аппарата: рефракционный (светопреломляющий) и аккомодационный (приспособительный), формирующие оптическую систему глаза, а также сенсорный (рецепторный) аппарат.

#### Светопреломляющий аппарат
Светопреломляющий аппарат глаза представляет собой сложную систему линз, формирующую на сетчатке уменьшенное и перевёрнутое изображение внешнего мира. Включает в себя роговицу (диаметр роговицы — около 12 мм, средний радиус кривизны — 8 мм), камерную влагу — жидкости передней и задней камер глаза (периферия передней камеры глаза, так называемый угол передней камеры (область радужно-роговичного угла передней камеры), имеет важное значение в циркуляции внутриглазной жидкости), хрусталик, а также стекловидное тело, позади которого лежит сетчатка, воспринимающая свет. То, что человек ощущает мир не перевёрнутым, а таким, какой он есть на самом деле, связано с обработкой изображения в мозге. Начиная с опытов Стрэттона в 1896—1897 годах и заканчивая современными опытами, доказано, что человек может за несколько дней адаптироваться к перевёрнутому изображению (то есть прямому на сетчатке), даваемому инвертоскопом, однако после его снятия мир также в течение нескольких дней будет выглядеть перевёрнутым.

#### Аккомодационный аппарат
Аккомодационный аппарат глаза обеспечивает фокусировку изображения на сетчатке, а также приспособление глаза к интенсивности освещения. Он включает в себя радужку с отверстием в центре — зрачком — и ресничное тело с ресничным пояском хрусталика.
Фокусировка изображения обеспечивается за счёт изменения кривизны хрусталика, которая регулируется цилиарной мышцей. При увеличении кривизны хрусталик становится более выпуклым и сильнее преломляет свет, настраиваясь на видение близко расположенных объектов. При расслаблении мышцы хрусталик становится более плоским, и глаз приспосабливается для видения удалённых предметов.
Зрачок представляет собой отверстие переменного размера в радужке. Он выполняет роль диафрагмы глаза, регулируя количество света, падающего на сетчатку. При ярком свете кольцевые мышцы радужки сокращаются, а радиальные расслабляются, при этом зрачок сужается, и количество света, попадающего на сетчатку, уменьшается, это предохраняет её от повреждения. При слабом свете, наоборот, сокращаются радиальные мышцы, и зрачок расширяется, пропуская в глаз больше света.

#### Рецепторный аппарат
Рецепторный аппарат глаза представлен зрительной частью сетчатки, содержащей фоторецепторные клетки (высокодифференцированные нервные элементы), а также тела и аксоны нейронов (проводящие нервное раздражение клетки и нервные волокна), расположенных поверх сетчатки и соединяющиеся в слепом пятне в зрительный нерв.
Сетчатка также имеет слоистое строение. Устройство сетчатой оболочки чрезвычайно сложное. Микроскопически в ней выделяют 10 слоёв. Самый наружный слой является свето-(цвето-)воспринимающим, он обращён к сосудистой оболочке (внутрь) и состоит из нейроэпителиальных клеток — палочек и колбочек, воспринимающих свет и цвета (у человека световоспринимающая поверхность сетчатки очень мала — 0,4-0,05 мм², следующие слои образованы проводящими нервное раздражение клетками и нервными волокнами).
Свет входит в глаз через роговицу, проходит последовательно сквозь жидкость передней и задней камеры, хрусталик и стекловидное тело, пройдя через всю толщу сетчатки, попадает на отростки светочувствительных клеток — палочек и колбочек. В них протекают фотохимические процессы, обеспечивающие цветовое зрение (подробнее см. Цвет и Цветоощущение). Сетчатка позвоночных анатомически «вывернута наизнанку», поэтому фоторецепторы расположены в задней части глазного яблока (конфигурацией «задом наперёд»). Чтобы достичь их, свету необходимо пройти через несколько слоёв клеток.
Областью наиболее чувствительного (центрального) зрения в сетчатке является жёлтое пятно с центральной ямкой, содержащей только колбочки (здесь толщина сетчатки до 0,08—0,05 мм). В области жёлтого пятна сосредоточена также основная часть рецепторов, ответственных за цветовое зрение (цветоощущение). Световая информация, которая попадает на жёлтое пятно, передаётся в мозг наиболее полно. Место на сетчатке, где нет ни палочек, ни колбочек, называется слепым пятном; оттуда зрительный нерв выходит на другую сторону сетчатки и далее в мозг.

## Заболевания глаз

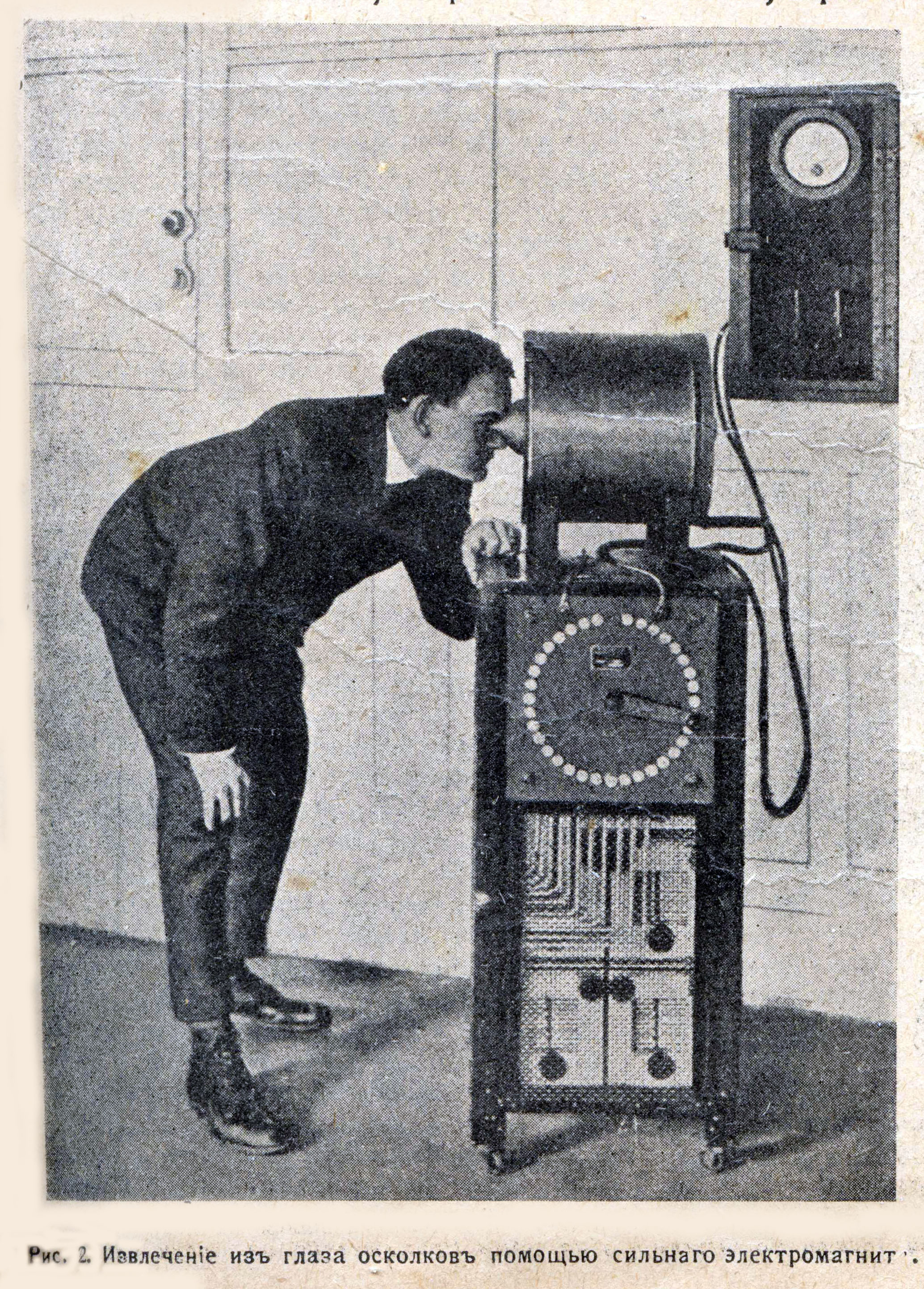
Извлечение осколков из глаза с помощью электромагнита. 1915

Изучением заболеваний глаз занимается наука офтальмология.
Существует множество заболеваний, при которых происходит поражение органа зрения. При некоторых из них патология возникает первично в самом глазу, при других заболеваниях вовлечение в процесс органа зрения происходит как осложнение уже существующих заболеваний.
К первым относят врождённые аномалии органа зрения, опухоли, повреждения органа зрения, а также инфекционные и неинфекционные заболевания глаз у детей и взрослых.
Также поражение глаз происходит при таких общих заболеваниях как сахарный диабет, базедова болезнь, гипертоническая болезнь и других.
Возможно развитие заболеваний глаз при негативных внешних воздействиях физических и/или химических факторов. В частности, это возможно при длительном воздействии таких современных энергосберегающих источников света, спектр которых из-за неудачной конструкции заметно отличается от спектра естественного освещения.
Инфекционные болезни глаз: трахома, туберкулёз, сифилис и др.
Паразитарные болезни глаз: демодекоз глаз, онхоцеркоз, офтальмомиаз (см. Миазы), телязиоз, цистицеркоз и др.
Некоторые из первичных заболевания глаз:
- Катаракта
- Глаукома
- Миопия (Близорукость)
- Отслоение сетчатки
- Ретинопатия
- Ретинобластома
- Дальтонизм
- Демодекоз
- Ожог глаза
- Бленнорея
- Кератит
- Иридоциклит
- Косоглазие
- Кератоконус
- Деструкция стекловидного тела
- Кератомаляция
- Выпадение глазного яблока
- Астигматизм
- Конъюнктивит
- Вывих хрусталика